# Aplysina lendenfeldi
Aplysina lendenfeldi är en svampdjursart som beskrevs av Patricia R. Bergquist 1980. Aplysina lendenfeldi ingår i släktet Aplysina och familjen Aplysinidae.
Artens utbredningsområde är havet kring Australien. Inga underarter finns listade i Catalogue of Life.